# Du Yu
Du Yu c.s. 杜预, c.t. 杜預, (222 - 284) était un général chinois sous le règne de Sima Yan des Jin. À la fois lettré et commandant militaire, il mena l'invasion du royaume de Wu qui permit aux Jin de réunifier la Chine en l'an 280. Il est également reconnu pour son commentaire du Zuo Zhuan, Chunqiujingzhuanjijie (春秋經傳集解), la seule exégèse ancienne de ce livre qui nous ait été transmise.

## Biographie
Du Yu était un homme polyvalent, doté de grandes connaissances, à la fois ingénieux et décisif. Il fut considéré comme un maître dans les domaines de la politique, des affaires militaires, du calendrier, de l’arithmétique et de l’ingénierie. De plus, il fut un infatigable lettré passionné par le Zuo Zhuan, livre des commentaires de Zuo Qiuming sur les Annales des Printemps et des Automnes. Sa passion était telle qu’il en emportait une copie dans tous ses déplacements et reçut le surnom de « fou du Zuo Zhuan ». Il rédigea sur ce sujet un commentaire, le Chunqiujingzhuanjijie (春秋經傳集解).
Les exploits de son père lui valurent un poste de Général de la Droite. En l’an 278, Yang Hu, alors mourant, recommanda à Sima Yan que l’invasion des Wu soit menée par Du Yu. Aussitôt après sa mort, Sima Yan conféra les titres de Général Gardien du Sud et de Commandant des Forces armées de la province de Jing à Du Yu. À partir de Xiangyang, il envoya un rapport à Sima Yan, le pressant d’attaquer les Wu. 
Par la suite, Du Yu fut nommé Commandant-en-Chef de l’expédition contre les Wu et commanda une armée de 100 000 hommes vers Jiangling. Après avoir tendu une embuscade aux troupes ennemies, il réussit à prendre la ville et fit exécuter le fuyard Wu Yan. À la suite de cette conquête, plusieurs comtés ennemis se soumirent et Du Yu envisagea d’attaquer Jianye. C’est à ce moment qu’il compara le Royaume des Wu à une tige de bambou dont les premiers joints ont été coupés et qui semble prête à se fendre, donnant naissance à l’expression populaire shìrúpīzhú (勢如劈竹) « force capable de fendre le bambou » ou « force irrésistible ». Dès lors, il donna l’ordre à tous les commandants de mener une attaque générale sur la capitale des Wu et permit ainsi l’anéantissement complet de leur royaume. 
En l’an 280, il reçut le titre de Seigneur de Dangyang pour sa contribution à l’unification de la Chine. Plus tard, il commença des travaux d’irrigation au sud du Fleuve bleu. Dans le domaine de l'érudition, il s'intéressa aux Annales de bambou récemment découvertes. Il mourut en l’an 284, en chemin vers la capitale afin de prendre le poste de Commandant des Districts Centraux.